# Tomissa concisella
Tomissa concisella är en fjärilsart som beskrevs av Walker 1864. Tomissa concisella ingår i släktet Tomissa och familjen Crambidae. Inga underarter finns listade i Catalogue of Life.